# Сантисима Тринидад
„Сантисима Тринидад“ (Светата троица) (на испански: Nuestra Señora de la Santísima Trinidad) е трипалубен линеен кораб 1-ви ранг на Испания от ХVІІІ век.
Построен е по проект на ирландеца Матю Мулан в Хавана и спуснат на вода през 1769 г. Корпусът и палубата са изцяло направени от кубинско червено дърво, а мачтите и реите – от мексикански бор. Дебелината на външната обшивка на борда достига 60 см.
След дооборудоването му корабът има 144 оръдия (от тях 30 бр. 32-фунтови на долната палуба). 63-метровият линеен кораб с водоизместимост 1900 тона е най-големият ветроходен боен кораб за своето време.
По време на Американската война за независимост „Сантисима Тринидад“ е изпратен като заплаха за англичаните в Ламанша. Поради лошата му маневреност получава прозвището „Тежкия“ (на испански: El Ponderoso). През 1795 г. е преоборудван в първия в света четирипалубен кораб с увеличаване на оръдията до 144 броя. Остава сред малкото четирипалубни линейни кораби, построени някога. По-късно американците построяват четирипалубния „Пенсилвания“ със 136 оръдия, французите – своя „Валми“, а британският флот планира, но никога не въвежда в строя четирипалубния „Дюк ъф Кент“.
Въпреки оборудването му след 2 години „Сантисима Тринидад“ едва не попада в плен в битката при Сао Висенте.
По време на битката при Трафалгар, гигантският неповратлив кораб, на борда на който има не по-малко от 1200 души, остава на вода въпреки ожесточения обстрел от страна на англичаните. Сред края на битката англичаните изпращат кораби за буксир, но през нощта се разразява буря, от която потъват много кораби, останали на вода. По ирония на съдбата сред тях е „Сантисима Тринидад“.